# Zwangsprozess
Laut der Zwangsprozesshypothese (engl. coercion theory, coercion model) kann es im Rahmen von längeren zwischenmenschlichen Beziehungen zu einer gegenseitigen operanten Konditionierung kommen.
Im Zwangsprozess (engl. coercion process) versucht ein Partner, seine Interessen durch Bestrafung (C-) oder durch Entzug von positiven Verstärkern (C+/) durchzusetzen. Wenn er damit Erfolg hat, wird er dieses Verhalten in Zukunft öfter einsetzen. Die Erfüllung seiner Wünsche verstärkt also das Verhalten, Bestrafung als Druckmittel einzusetzen positiv (C+). Wenn der Partner, der die Bestrafung als Druckmittel eingesetzt hat, also nun mit der Bestrafung aufhört, wird der Partner, der ihm den Wunsch erfüllt hat, negativ verstärkt (C-/). Im Sinne des Modelllernens wird sich der Partner diese Strategie möglicherweise abschauen. Da immer wieder Strafreize eingesetzt werden müssen, kommt es zur Habituation und es müssen immer stärkere Strafreize verwendet werden. Die Zwangsprozesshypothese wurde von Gerald R. Patterson und  John B. Reid im Jahr 1970 veröffentlicht.
In der Literatur werden familiäre Zwangsprozesse (engl. coercive family process) beschrieben. Im Englischen spricht man auch von "Coercive Family Process Theory".